# Georges Lampin
Georges Lampin (14 de octubre de 1901 – 6 de mayo de 1979) fue un director, director de producción y guionista cinematográfico de nacionalidad francesa.
Nacido en San Petersburgo, actualmente en Rusia y entonces parte del Imperio ruso, fue conocido por su papel de José I Bonaparte en la película Napoleón, dirigido por Abel Gance en 1927.
Georges Lampin falleció en Pau, Francia, en 1979.

## Filmografía
Director
- 1946 : L'Idiot
- 1948 : Éternel conflit
- 1949 : Le Paradis des pilotes perdus
- 1949 : Retour à la vie, un sketch
- 1950 : Les Anciens de Saint-Loup
- 1951 : Passion
- 1952 : La Maison dans la dune
- 1953 : Suivez cet homme
- 1956 : Rencontre à Paris
- 1956 : Crime et Châtiment
- 1957 : La Tour, prends garde !, con Jean Marais
- 1963 : Mathias Sandorf

Ayudante de dirección
- 1927 : Die Apachen von Paris, de Nikolai Malikoff
- 1929 : Les Deux Timides, de René Clair
- 1930 Le Parfum de la dame en noir, de Marcel L'Herbier
- 1931 : Le Bal, de Wilhelm Thiele
- 1948 : Arch of Triumph, de Lewis Milestone
- 1966 : The Poppies Are Also Flowers, de Terence Young

Actor
- 1926 : Carmen, de Jacques Feyder
- 1927 : Napoleón, de Abel Gance